# ディストピア
ディストピア（英: dystopia）は、反理想郷・暗黒世界、またはそのような世界を描いた作品、「否定的に描かれたユートピア」を指す言葉。逆ユートピアや暗黒郷などとも言われる。

## 概要
オックスフォード英語辞典は「すべてが可能な限り悪い架空の場所や状況」、メリアム・ウェブスター大学辞典は「人々が惨めで、非人間的で、恐ろしい生活を送る、想像上の世界や社会」、ロングマン現代英英辞典は「極めて困難で、多くの不公平または不道徳なことが起こる架空の場所」とする。
特にフィクションにおいては、人間解放を約束したはずの科学や法律が逆に巨大な管理社会を生み出すという悲観的未来像を描いた作品がそう呼ばれることが多い。（#作品を参照）

## 語源
ディストピア（デストピア）の語源は、「悪い、困難な」を意味する「古代ギリシア語: δυσ-」と、「場所、風景」を意味する「古代ギリシア語: τόπος」。
ディストピアという語の初出は、オックスフォード英語辞典（OED）によれば、ジョン・スチュアート・ミルが1868年に行なった演説である。「ユートピア」が「良すぎて実現できないもの」であることを踏まえて、ミルはイギリス政府の対アイルランド政策を「ディストピア」すなわち「悪すぎて実現できないもの」と呼んだ。
同義語にカコトピア（英: cacotopia）があり、これは「悪い、不道徳な」を意味する「古代ギリシア語: κακόs」に由来する。1818年にジェレミー・ベンサムは「ユートピアの対となるカコトピアがあるなら、それを特徴づけるのはこのような堕落ではないか」として、当時のイギリス議会の腐敗を批判した。

## 作品
『ブリタニカ国際大百科事典 小項目事典』によると、ディストピア作品は現代の問題点が未解決のまま放置されると近未来はどうなるかという関心から多く生まれた。
主題は「自由の抑圧」であり、
- 「目に見えない独裁者の支配」
- 「怪物的な官僚システム」
- 「性愛のコントロール」

等が批判的に描かれる。形式はSF（近未来小説）だが、その底流には冷笑的な現実批判が一貫している。
エヴゲーニイ・ザミャーチン『われら』（1920年）、オルダス・ハクスリー『すばらしい新世界』（1932年）、ジョージ・オーウェル『1984年』（1949年）など、20世紀に入って多くのディストピア小説が書かれた。
ディストピア文学のはしりは、H・G・ウェルズの『タイム・マシン』（1895年）や『モダン・ユートピア』（1905年）などとされている。ジュール・ヴェルヌが書いた初の未来小説である『二十世紀のパリ』（1865年）は、SFにおけるディストピア小説の先駆的な試みといえるが、当時のヨーロッパにおける科学技術を賞賛する風潮になじまず、作者の生前は刊行されなかった。実際に急増するのは、第一次世界大戦から第二次世界大戦に至る戦間期のソビエト連邦の誕生やファシズムの台頭など、西欧各国で全体主義の懸念が広がった時期である。
ただし、そもそもトマス・モアの『ユートピア』が典型的であるが、16世紀以来ヨーロッパで書き継がれてきたユートピア文学に登場するさまざまな「理想郷」の多くが全体主義的または管理社会的で、現代の価値観でとらえればディストピアそのものである社会や制度も理想郷のそれとして描かれていることがある。
理性が統制する社会を楽観的に描き、非理性や感情が支配する現実の社会を批判してきたユートピア文学の書き手が、現実に社会が理性や科学で統制され始めた20世紀に入ってもはや楽観的ではいられなくなり、従来の『ユートピア』を逆転してディストピアとして描くようになったと指摘されることがある。しかし、その指摘は適切なものとは言えない。上記のソビエト連邦の誕生についてはエヴゲーニイ・ザミャーチンによる『われら』における「健康は市民の義務である」という言葉や支配体制、オルダス・ハクスリーによる『すばらしい新世界』における社会などの法や体制は、人間の理性の限界に対する風刺と言えよう。つまりは現在にいたっても「現実の社会は理性や科学で統制されていない」のである。この点において、『われら』においては相互監視や集会、そしてそこにある像、あるいはジョージ・オーウェルの『1984年』における「ビッグ・ブラザーがあなたを見守っている」という標語やビッグ・ブラザーという存在が重要となる。それらは個人の外部に置かれた偶像であるうえ、現実の法律などを指し示す偶像でもある。人間の理性よりも、外部に置かれた偶像が優先されているのである。これらの作品についての批評においては、その時代の個人が挙げられもする。だが、これらの作品においてはそれらの個人も「作品から読み取ることができる虚像」であるに過ぎない。このような著者、あるいは著作において問題とされているのは、外部に置かれた偶像が人間の理性よりも優先されるという、人間の理性のあまりに低い限界への嘆きであり、風刺である。『すばらしい新世界』においては総統官のすくなくとも1人は状況を理解しており、また「島」と呼ばれる場所が、そのような状況から離れた場所であることも示唆されている。これは、オルダス・ハクスリー自身による限界への嘆きへの、それでも残る希望とも言える。
19世紀という啓蒙の時代の反動が、SF小説の始まりと共に20世紀に現れたとも言えよう。なお、多くのディストピアにおいて、ダーウィン主義や社会進化論をベースにした「ヒト」そのものの変革が主題の1つとなっているが、これは理性信仰・科学技術信仰をもとにした19世紀の進歩史観が、20世紀になり強く懐疑視されるようになったものとも考えられる。
また、直接的にディストピア文学とは言いがたい内容ではあるものの、ディストピア的世界観を借景として利用した作品が現在では数多く作られており、そのジャンルもファンタジーやアクション、私小説的なものから、果てにはポルノまで多岐におよんでいる。現代でも人気のジャンルであるサイバーパンクはディストピアの影響を大きく受けている。
日本ではポスト・アポカリプスと混同されている場合がある。

## 特徴
ディストピアの世界は、管理者によって計画的に管理されているため、一見すると平等で秩序正しく、貧困や紛争もない理想的な社会「ユートピア」に見える。
しかし、実態は徹底的な管理・統制が敷かれ、自由も外見のみであったり、人としての尊厳や人間性がどこかで否定されている。その描写は作品毎に異なるが、典型的なパターンとして以下のような問題点が描き出されていく。
情報統制
政府や特定の勢力によって情報が厳しく管理され、国民が自由に情報にアクセスすることが制限されている。
監視社会
監視カメラや通信の盗聴、国民同士による密告などを通じて、国民の行動が常に監視されており、違反行為があれば重罰や粛清の対象となる。
格差社会
富や権力が一部の管理者だけに集中し、社会全体の格差が拡大している。
平等が謳われている場合でも、体制を管理運営している者が上に立っており、実際には事実上の格差社会である。社会の枠の中で暮らす市民階級について、体制が市民階級を血統やDNAのレベルで把握・管理している。
社会の担い手と認められた市民階級の下に、人間扱いされない貧困階級・賤民が存在し、事実上は貧富の差が激しい格差社会となっている。市民社会では貧困の根絶が達成されたことになっているが、実際には社会の統制の枠から爪弾きにされた者たちが極貧層となる。それらの者たちによりスラムが形成されるも、中央政府によって市民の目の届かぬ地域に隔離されている。
自由の制限
言論の自由や集会の自由などがなく、体制への批判は禁止されており、粛清の対象となる。表現の自由が損なわれており、既存の秩序への挑戦と見なされた出版物は発禁・焚書・没収されることがある。その他、個人の自由が著しく制限されている。
思想統制
特定の思想や価値観が強制され、異なる意見を持つことが許されない。
環境破壊
環境汚染や資源の枯渇など、環境問題が深刻化し、人類の生存基盤が脅かされている。
技術の悪用
科学技術が、人々の幸福ではなく、支配や抑圧のために利用されている。
人権侵害
拷問、虐待、恣意的な逮捕など、人権が侵害される事例が頻発している。
絶望的な未来
社会全体が衰退し、未来に対する希望が失われている。
粛清がある
体制（指導者）が自らの政治体制をプロパガンダで「理想社会」に見せかけ、国民を洗脳し、体制に反抗する者には治安組織（準軍事組織）が制裁を加えて粛清し、社会から排除する。
産児制限がある
強制的に人口を調整ないし維持する必要があるため、産児制限が行なわれる。市民の家族計画、さらには恋愛・性行為や妊娠・出産など人類の繁殖にまつわる部分さえ社会によって管理されている。
食事の問題
飢えて死ぬことはないが、けっして満たされることがない。食事の量や味、栄養などに問題があったり、同じメニューばかりが提供される…など。
発展の抑制
管理者が社会を管理しやすくするために、文明や経済の発展が抑制されている。